# Basilique Sainte-Anne-du-Congo de Brazzaville
La basilique Sainte-Anne-du-Congo est une basilique mineure située à Brazzaville, capitale du Congo. Il s'agit de l'un des monuments emblématiques de la ville.

## Histoire
C'est dès 1936 que Mgr Biéchy, vicaire apostolique de Brazzaville, décide, pour faire face à l'afflux de convertis à Poto-Poto, de l'érection d'un sanctuaire important dans ce quartier de Brazzaville. C'est le révérend père Nicolas Moyssan CSsp, supérieur religieux du district, qui est désigné pour la fondation de cette mission qu’il dédie à Sainte-Anne.
En 1940, Félix Éboué, gouverneur général de l’Afrique Équatoriale Française décide de l’implantation du complexe église – presbytère – stade omnisports, à la jonction des quartiers de la plaine et de Poto-Poto. Le terrain choisi appartient à la famille du père de Félix Maléka, le percussionniste et un des piliers de la Chorale des piroguiers des origines.
Le 13 mars 1943 a lieu le premier coup de pioche, la préparation du terrain, l'Installation du chantier et l'exécution des fouilles des fondations.
Il sort de terre un édifice extrêmement novateur dû au talent de l’architecte protestant Roger Lelièvre, dit Erell (1907-1986). 
Roger Erell réalise là une étonnante fusion des apports techniques européens et des apports culturels locaux. Il fait entrer, pour la première fois dans un grand chantier colonial, des artistes autochtones, comme Benoit Konongo. 
Le contexte historique est favorable : Brazzaville, qui est la capitale officielle de la France libre, a besoin de symboles forts et visibles. Félix Éboué et le général de Gaulle sont enthousiastes. L'église Sainte-Anne du Congo, dont le chantier évolue lentement sous la surveillance des pères Nicolas Moysan et Charles Lecomte (1912-1985), est destinée à être le « sanctuaire souvenir de la France libre ». Mohammed V et l'empereur d'Éthiopie Haïlé Sélassié Ier y apportèrent leur contribution.
Le 29 janvier 1944, à l’occasion de l’inauguration du stade Félix Eboué, le Général de Gaulle découvre le chantier et les fondations qui sortent de terre. Il se déclare enchanté et, le lendemain, promet au père Lecomte un don de 800.000 Francs.
Le 31 mai 1944, les fondations sont certes terminées, mais elles ont englouti plus de 4.000 m3 de béton et de maçonnerie, vidant les moyens financiers dont dispose le Père Lecomte. Il faut donc arrêter les travaux faute de ressources. 
C'est en avril 1945 qu'un important don d’André Bayardelle, successeur de Félix Eboué au poste de Gouverneur Général de l’Afrique Equatoriale Française, permet de reprendre les travaux et d’attaquer la superstructure.
Le père Charles Lecomte est le principal acteur et chef de chantier de l'édification de Sainte-Anne du Congo (ainsi que du stade du football construit en même temps) et de la récolte des fonds nécessaires auprès des paroissiens de métropole. Il engage la jeune reporter Joëlle Danterne afin qu'elle filme et écrive le reportage de cette aventure architecturale et humaine hors du commun. Montré dans les paroisses parisiennes, le film Notre-Dame du Congo rapporte de nombreux dons permettant la poursuite du chantier (son auteur deviendra plus tard l'écrivain Anne Golon, créatrice du personnage d'Angélique, marquise des Anges).
Le 26 mai 1946, jour de l’Ascension, Sainte-Anne d’Auray adopte solennellement Saint-Anne du Congo. Emmanuel Damongo-Dadet, conseiller de l’Union Française, délégué du Congo, et Monsieur Ayoune, président de l’Union des jeunes de l’Afrique Equatoriale Française, représentent l’Afrique Equatoriale Francaise. Mgr Quelven, supérieur de la Basilique et du Petit Séminaire, et l’Abbé Gourron, directeur du Pèlerinage, apposent leurs signatures pour Sainte-Anne d’Auray.
Le 18 juin 1946, un comité pour l’édification de l’église Sainte-Anne du Congo est constitué sous la présidence du général Duchaussoy; son objectif est de garder le souvenir des pionniers de l’Afrique Equatoriale Française, et de la magnifique épopée de la France Libre. Il est décidé, à l’instigation du général Delange, que ce monument deviendrait le sanctuaire souvenir de l’Afrique Equatoriale Française, et que la flèche de la tour se terminerait par la Croix de Lorraine. 

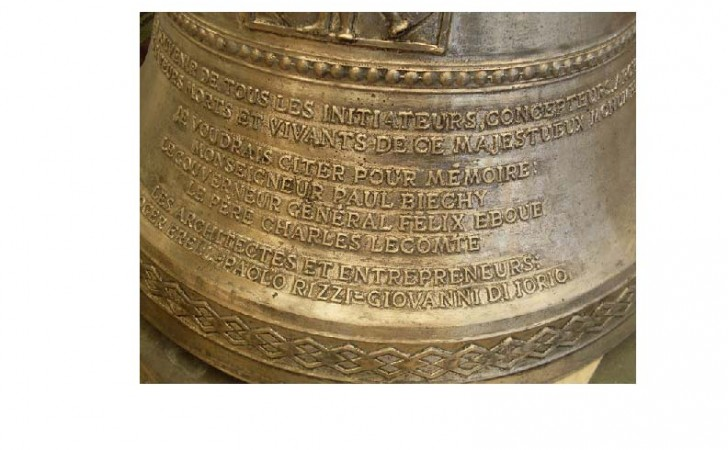
La cloche installée en 2011.

Le 1er novembre 1949, (la nef étant déjà recouverte de sa voûte), l'église (du moins cette première partie de l’édifice) qui deviendra basilique est consacrée avec la Messe des Piroguiers composée pour cette occasion par Paul Biéchy. Mgr Jean-Baptiste Fauret, vicaire apostolique de Pointe-Noire, Mgr Reggio, vicaire apostolique de Kinshasa, Mgr Six vicaire apostolique de Kinshasa, Bernard Cornut-Gentille le haut-commissaire ont honoré la célébration de leur présence. 
Les travaux se poursuivent encore quelques années, mais faute de moyens, la flèche reste inachevée : sa base hâtivement couverte a longtemps formé le clocher. 
La basilique a été endommagée au cours des guerres civiles des années 1990. D'importants travaux de restauration ont été effectués à la fin des années 2000. Les travaux de la tour, débutés en juillet 2010, sont achevés en janvier 2011. La flèche en métal et verre initialement prévue par l'architecte a été mise en place par une entreprise italienne, Errezeta, et pourvue de cloches également réalisées en Italie par la fonderie pontificale Marinelli, à Agnone, l'ensemble du projet étant géré par l'architecte Pierre-Antoine Gatier et le projet exécutif créé et dirigé par l'architecte-ingénieur italien Giovanni Di Iorio. Le Président de la République a inauguré les travaux le 25 mars 2011, soulignant l'importance de la basilique pour le Congo et l'Afrique centrale.

## Présentation de l'édifice
Roger Erell conçoit les plans et s'adjoint la collaboration de l’ingénieur William Barnett de radio Brazzaville, un des premiers compagnons du général de Gaulle, puis de l’ingénieur Grandmaitre de la Société de construction des Batignolles, pour les calculs des structures en béton, notamment les fondations et la tribune en porte-à-faux.
D'un point de vue classique en croix latine, c'est un édifice de vastes proportions utilisant un arc en ogive très aigüe inspiré par les fers de lance du nord du Congo, les cases obus en terre du Tchad et les tunnels de bambous géants du Mayombe. 
Les 240 000 tuiles vertes renvoient à la nature généreuse du milieu équatorial ; celles en formes d'écailles de serpent évoquent, telles les gargouilles des cathédrales médiévales, le malin qui reste hors de l'église. 
L'éclairage intérieur est zénithal, et se fait par l'arrête du toit où les tuiles de céramique sont remplacées par des pales de verre teintées. La superbe tribune qui avance loin dans la nef sans support vertical est ornée d'une balustrade en fer forgé réalisée par un artiste local qui s'est inspiré d'armes pré-coloniales.
Le bâtiment se présente actuellement comme suit:

### Élévation exterieure
- Longueur : nef 85 mètres
- Largeur : transept 45 mètres
- Hauteur sous voûte : 22 mètres
- Portée des arcs : 13 mètres
- Toiture : 5000 m2 couverte de tuiles en céramique
- Les arcs en briques se rejoignent au sommet, ressemblant à des mains jointes dans la prière.
- Le faîtage est traité en verrière, réalisé en tuile de verre imprimé.
- Le clocher: la flèche est constituée de quatre dièdres de béton armé, s’élèvant à 52 mètres au dessus de la tour carrée qui lui sert de base. Elle est revêtue d’écailles de céramique identiques aux tuiles existantes. Son plan dessine un octogone concave qui rappelle la coupe d’une tige d’euphorbe.
- Les espaces dégagés sur les côtés de la tour reçoivent quatre portiques métalliques en ogive auxquels sont suspendues les cloches ainsi visibles des quatre points cardinaux
- La croix culmine à 83 mètres au dessus du parvis.

### Élévation interieure
- La tribune en porte à faux de 10 mètres ressemble à un gigantesque bateau avançant dans la nef sans support.

- L’autel d’un poids de 3 tonnes, taillé dans un bloc monolithique en granit du fleuve Congo de 25 centimètres d’épaisseur, 5,50 mètres de long, 1 mètre de large, occupe la croisée du transept ;
- Le crucifix, les statues de Sainte-Anne, de la Vierge, de Saint Joseph, de Sainte Thérèse, en bois de fer sculpté, sont des œuvres de l’artiste congolais Benoît Konongo.
- Les vitraux :  l’éclairage par les vitraux classiques est remplacé par un système où la lumière se joue à travers des dalles de verres incrustées dans les nervures de béton, et les chevrons de mosaïques, aux couleurs vives et chaudes.

## Les Piroguiers du Congo
On ne peut parler de Sainte-Anne-du-Congo sans faire le lien avec la messe et la chorale des piroguiers.
La chorale des chanteurs à la Croix d'Ebène (affiliée aux Pueri Cantores de Mgr Fernand Maillet) devenue plus tard Chorale de Sainte-Anne, est créée le 1er novembre 1949. Elle est mieux connue sous le nom de "Chorale des piroguiers du Congo". Sa genèse remonte à 1936, quand quatre anciens élèves et membres du cercle culturel se retrouvaient en cachette auprès de l'organiste d'origine angolaise Joseph Dacosta, ancien élève des Frères des Ecoles Chrétiennes de Léopoldville (Kinshasa,  pour faire des vocalises. En effet, ils voulaient faire une surprise à leurs supérieurs réligieux, les pères Lecomte et Bureth et leur offrir la joie d’une messe chantée.  
En quête d'originalité, le père Lecomte contacte en 1947 le couple de musicologues Henri et Eliane Barat-Pepper, pour introduire une note d'africanité dans les chants liturgiques. Les partitions de la "Messe des piroguiers", une adaptation pure des chœurs Banda, sont remis au père le 14 mai 1948. C'est un tel triomphe que chaque messe est retransmise en direct à radio-Brazzaville. Les différents chefs de la chorale sont le père Lecomte, le père Bureth et Emile Oboa.
Sur invitation de la chaine radiophonique Europe 1 et du périodique Le Pélérin, la chorale anime le Noël 1959 en France. C'est la période de gloire.
Elle comprenait quarante enfants et une vingtaine d’adultes lorsque le disque « Les Piroguiers du Congo » est enregistré. Son chef de chœur était Emile Oboa et un des solistes était Laurent Botseke, qui devint journaliste quelques années plus tard.
L'album 25 cm « Les Piroguiers du Congo » composé de 11 titres, contient des musiques entraînantes, de style réligieux ou folklorique, passant de la berceuse à la chanson de scouts, de la mélodie populaire au chant improvisé, du conte traditionnel congolais chanté au chant religieux aux tonalités africaines. Les voix enjouées des enfants, pétillant de jeunesse, des adultes qui les accompagnent, le rythme impétueux du tam-tam parlant linga de Félix Maléka, sont un vrai moment d'émotion mélant la tradition africaine et la musique chrétienne,
Les titres sont:
1. Suzanna   (Chant profane)
2. Mwana Nzesi Lalea   (Chant profane)
3. Domini Yansula   (Chant profane)
4. W'otai Moro   (Chant profane)
5. Tandale   (Chant profane)
6. Mbel'Ingoba   (Chant profane)
7. Ngando   (Le Crocodile - Chant profane)
8. Lelo Eyenga ya Biso   (Notre joie de ce jour - Chant de noël)
9. Toyi Kotalo yo Jésus   (Jésus, nous sommes venus te rencontrer- Chant de noël)
10. O Kati ya Butu   (En pleine nuit - Chant de noël)
11. Yaka Mokosoli    (Chant de noël)

Composés par la musicologue Mme Eliane Barat-Pepper, après un séjour auprès du peuple Banda, en république centrafricaine, le Kyrie, le Gloria, le Sanctus et l'Agnus Dei, sont "...un surprenant mélange de rythmes et de silences, d'harmonisation classiques et de dissonances quasi contemporaines", accompagnés du tam-tam et de l'orgue.
La chorale compte à ce jour, plus d’une centaine de choristes, jeunes et adultes, et a à son actif, près de quatre disques mis sur le marché et qui font la fierté des chants liturgiques dans l’archidiocèse de Brazzaville.